# Anisometropi
Anisometropi är ett tillstånd där de refraktiva brytningsfelen inte är detsamma mellan ögonen. 
Det kan handla om varierande grad av närsynthet (myopi) eller översynthet (hyperopi), eller så kan det handla om antimetropi (då ena ögat är översynt och det andra närsynt).